# Strzecha

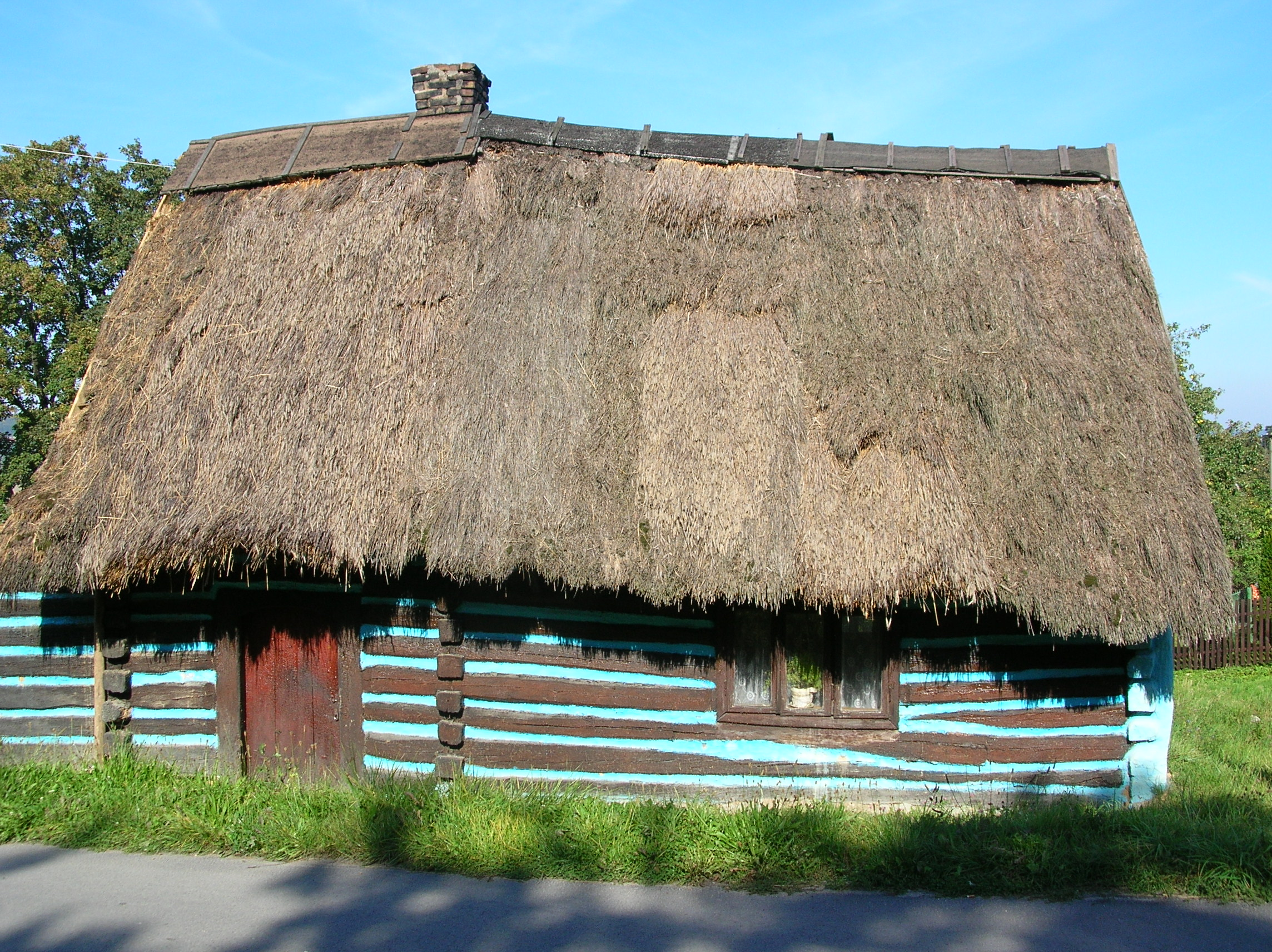
Dom kryty strzechą – Nawojowa Góra k. Krzeszowic.

Strzecha – pokrycie dachowe ze słomy lub trzciny wykonywane na dachach o dużym spadku. Obecnie przeżywa renesans w budownictwie regionalnym (zajazdy) jak i w budownictwie mieszkalnym.
Grubość strzechy na budynkach mieszkalnych to ok. 35 cm. Oryginalne dachy kryte strzechą można spotkać m.in. na Pogórzu Karpackim, Mazowszu, Polesiu, Kaszubach i w Zachodniopomorskiem.

## Wykonanie
Strzechę dawniej wykonywano ze słomy żytniej. Słoma musiała być skoszona wcześnie – kiedy była jeszcze zielona – nie nadawała się stara, przestała i krótka. Strzecharz (osoba pokrywająca dachy strzechą) oczyszczał materiał przez wytrząsanie. Robił to chwytając słomę za kłosy i mocno potrząsając. Wtedy trawa, chwasty i krótkie źdźbła wypadały. Słoma żytnia musiała być dokładnie wymłócona, w przeciwnym wypadku pozostałe w słomie ziarna mogły kiełkować jak i zwabić myszy, które mogły uszkodzić strzechę. Następnym zabiegiem było kręcenie w specjalnych skrzynkach głowaczy (podwójnych skręconych snopów), zwanych też kiczkami. Rzemieślnik brał dwa snopy, układał je jeden na drugim w skrzyni, wiązał powrósło. Następnie dwa snopy związywał powrósłem tuż pod kłosami, wsadzał kijek między snopki i obracał jeden snopek wokół drugiego o 360 stopni. Taki wykręcak następnie kładło się na dach i przywiązywało do łat. Słomę układało się od dołu warstwowo w taki sposób, aby następna warstwa zakrywała przewiąsła poprzedniej. Na koniec na kalenicy układało się drewniane kozły i przybijało się kolki w poprzek dachu dla ochrony przed wiatrem.
Obecnie rzadko kryje się dachy słomą, najczęściej trzciną. Słoma jest mniej trwała i szybko gnije. Dawniej było kilka sposobów wykonywania poszyć dachu. Najczęściej kryto snopki kłosami do góry, rzadziej kłosami do dołu (było to poszycie, które wymagało mniej słomy, ale było mniej trwałe). W niektórych częściach Polski słomę przyciskano tyczkami do łat i wiązano wierzbowymi witkami.

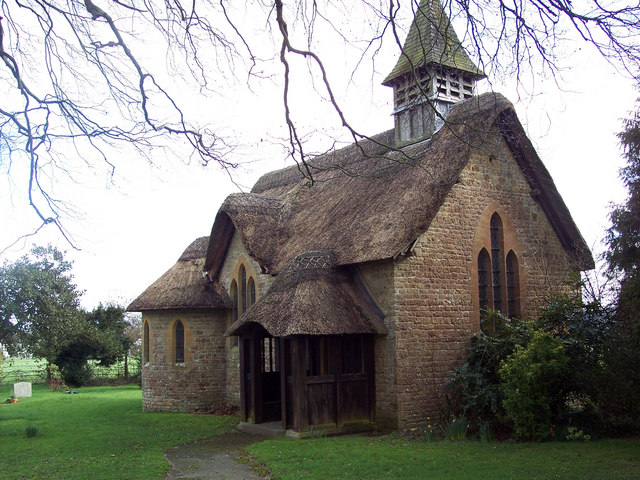
Kościół pokryty strzechą w Anglii

## Technologia pokrywania dachu słomianą strzechą na podlaskiej wsi w XIX wieku
Chata, obora lub stodoła przed pokrywaniem strzechą musiały mieć przygotowaną odpowiednio więźbę dachową. Łaty były przybijane gwoździami do krokwi w odległości około 40 cm od siebie.
Następną czynnością było przygotowanie małych wiązek z prostej słomy. To głowacze lub kiczki – na Podlasiu zwane kulikami. Ta czynność nazywała się kręceniem kulików. Słoma na kuliki, najlepiej żytnia, długa ze skoszonego kosą zboża. Zboże musiało być młócone cepem, żeby słoma nie była połamana. Z tej słomy należało związać mały snopek mocno ściskając go powrósłem ze słomy. Powrósło na Podlasiu najczęściej nazywano przewiąsłem.
Następnie słomę związaną w snopek rozdzielano na dwie równe części.
Do tego celu potrzebne było proste drewniane narzędzie. Miało ono postać drewnianej listewki o długości około 35 cm i przekroju w kształcie soczewki.
Obie rozdzielone części snopka przekręcało się względem siebie o 360 stopni. To skręcenie powodowało, że kulik przybierał postać dwóch bliźniaczych silnie do siebie przylegających i mocno ściśniętych snopków. Przewiąsło było umiejscowione po stronie przeciwnej do kłosów.
Następnie przystępowano do poszywania strzechy. Tak nazywała się czynność mocowania kulików na dachu.
Kuliki przywiązywano do łat (poziomych żerdzi). Aby przywiązać kuliki do łaty, ze słomy kulika tworzono cienkie przewiąsło, biorąc niewielką jej ilość jednocześnie z obu półsnopków tworzących kulik. Kuliki układano na dachu kłosami do dołu.

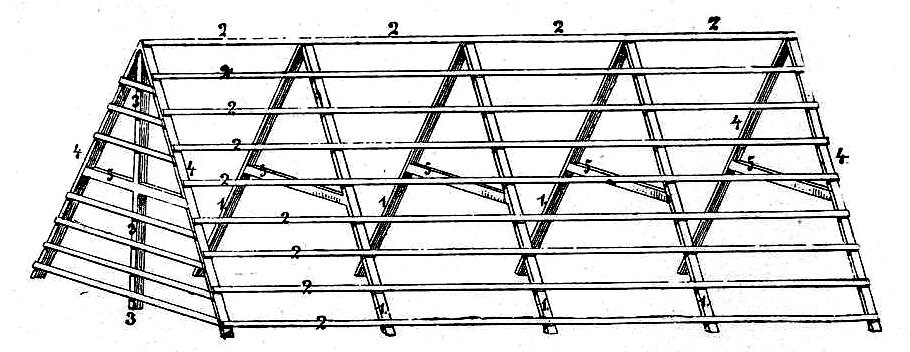
Więźba dachowa przed pokryciem strzechą 1, 4 – krokwie, 2 – łaty, 5 – jętki
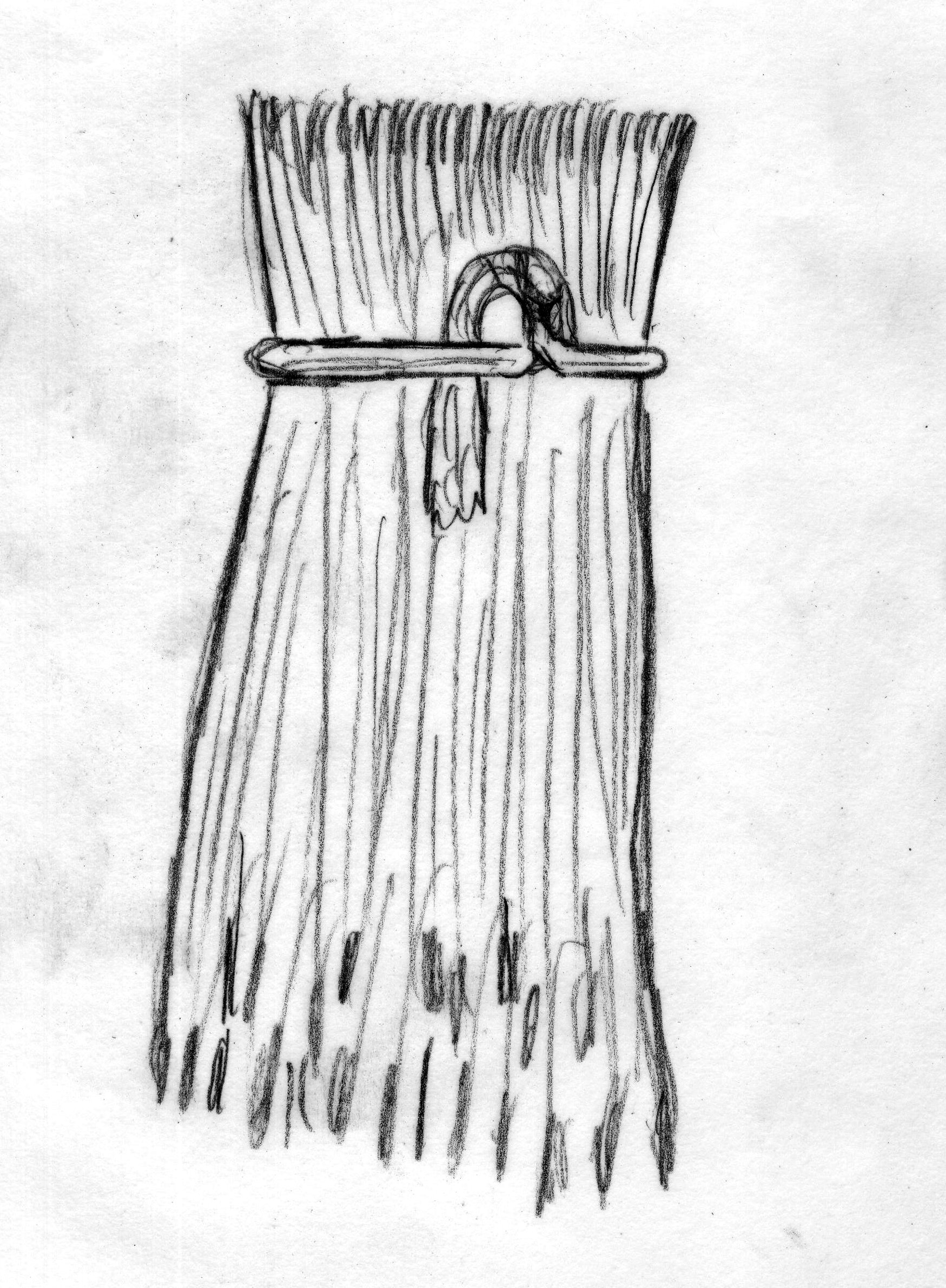
Snopek
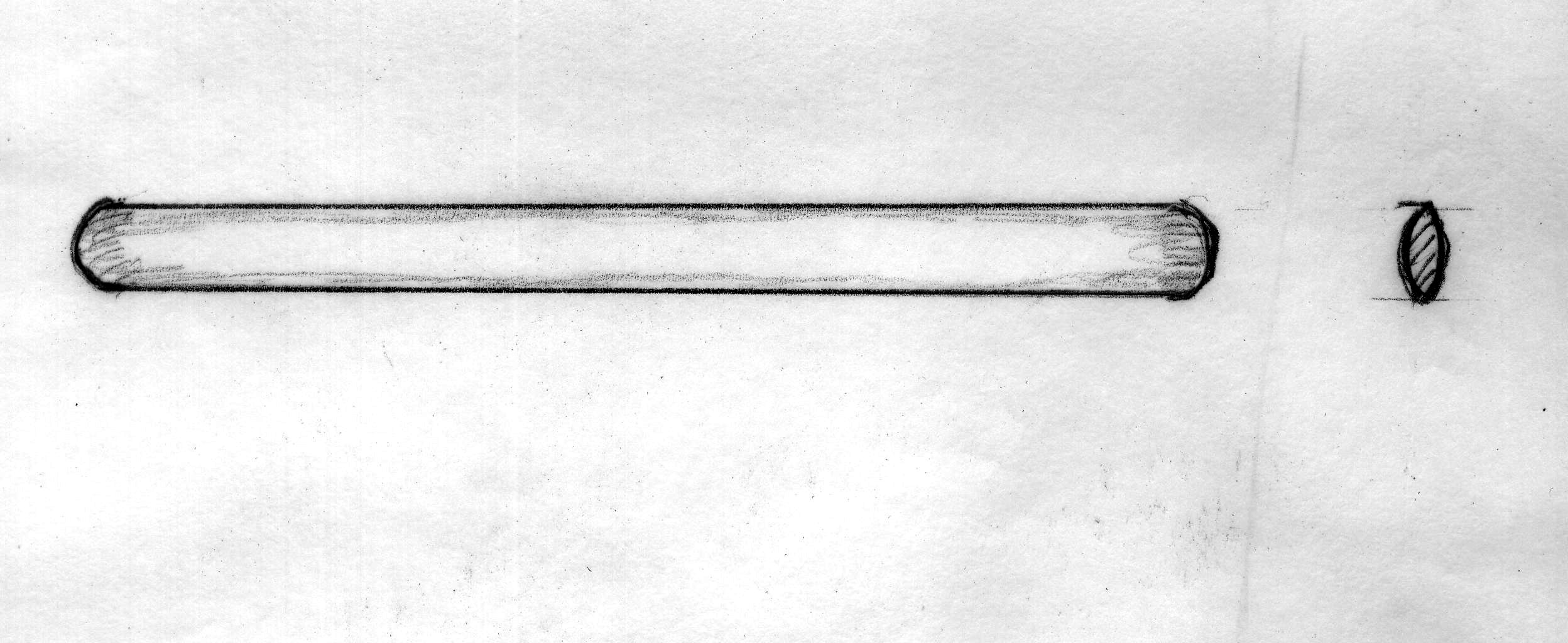
Narzędzie do rozdzielania snopków
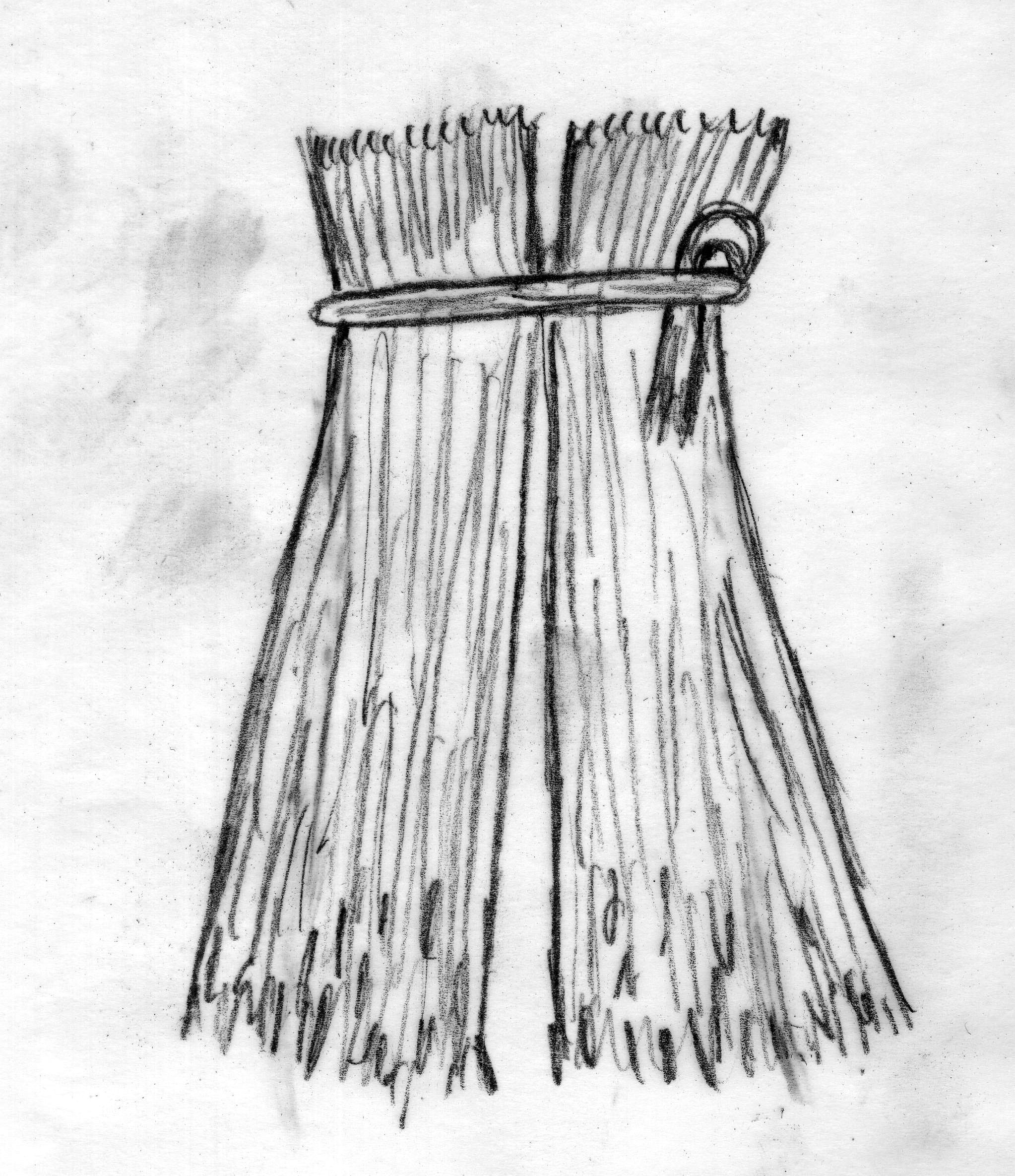
Snopek rozdzielony
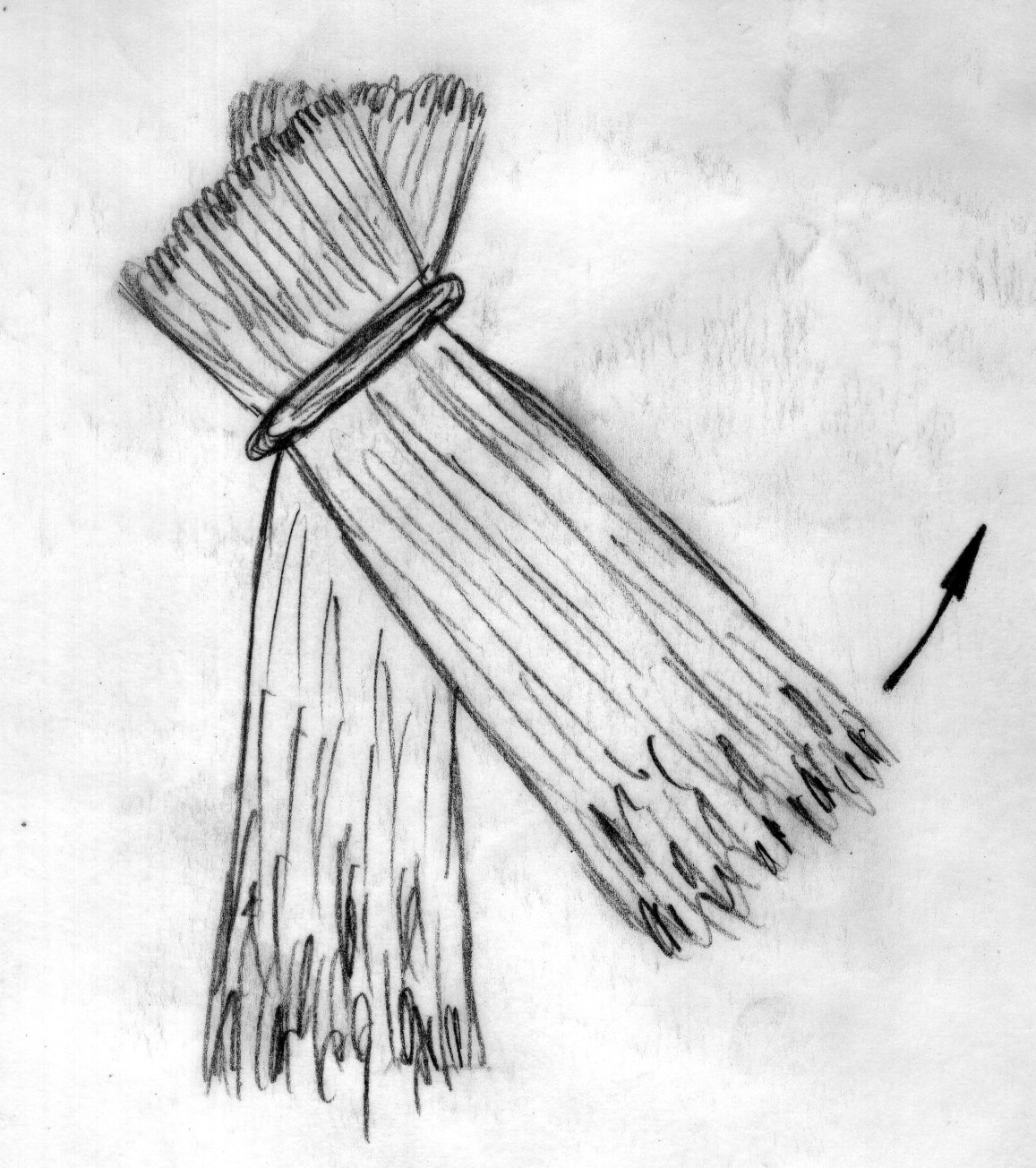
Snopek przekręcony
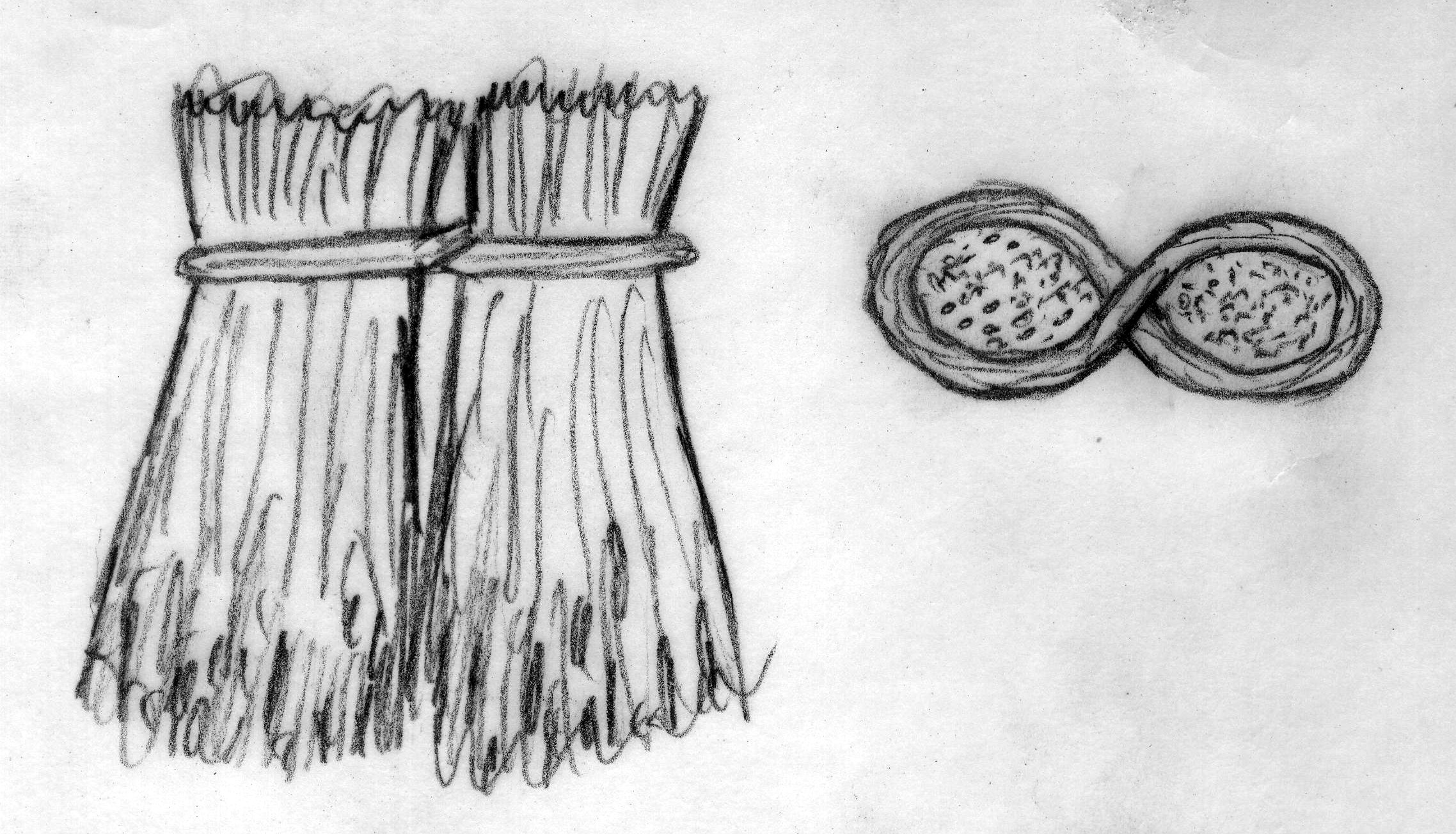
Gotowy kulik
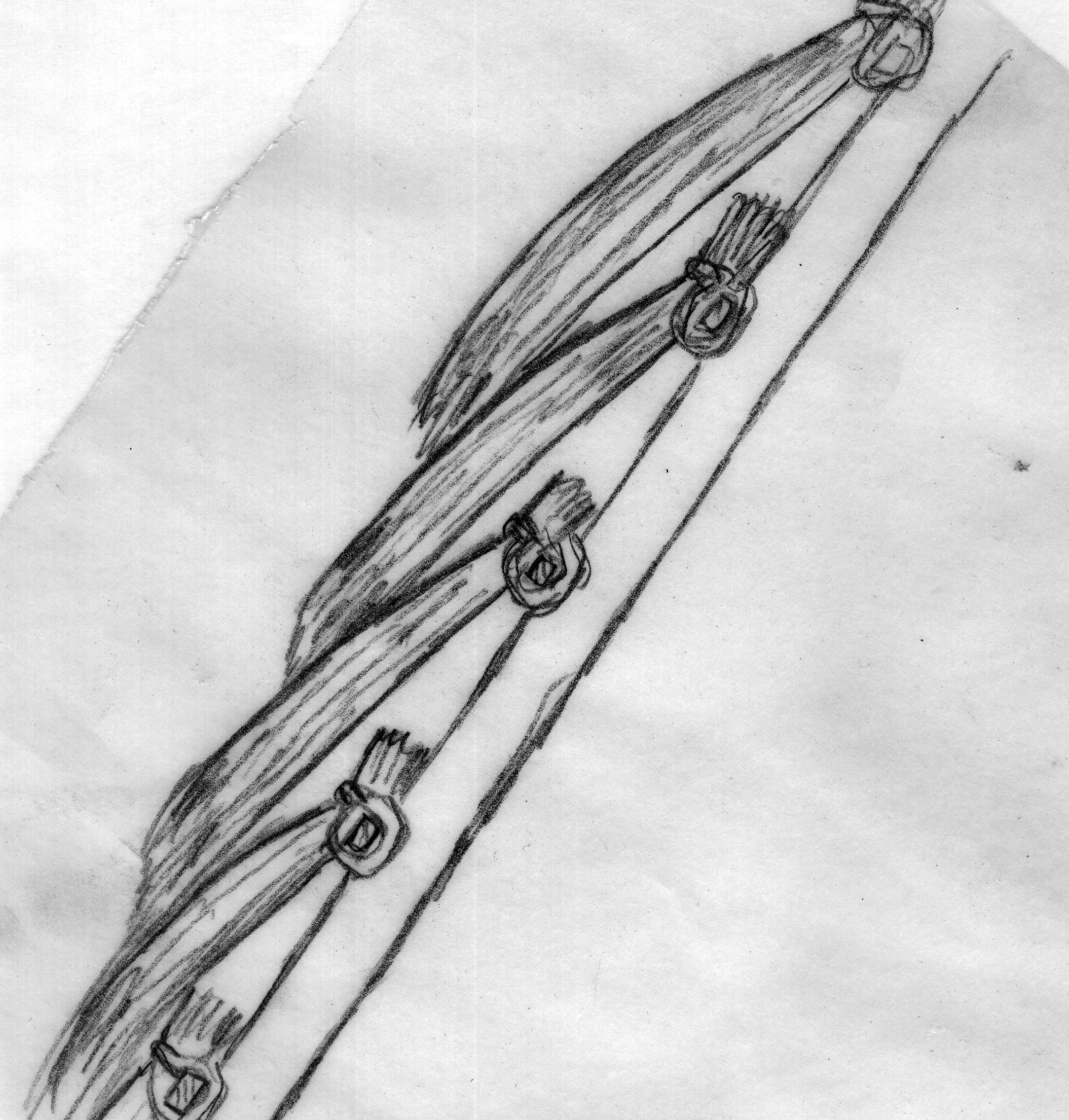
Umieszczenie kulików na dachu